# Cumella iliffei
Cumella iliffei är en kräftdjursart som beskrevs av Mihai Bacescu 1992. Cumella iliffei ingår i släktet Cumella och familjen Nannastacidae.
Artens utbredningsområde är Bermuda. Inga underarter finns listade i Catalogue of Life.